# (4606) Saheki
(4606) Saheki es un asteroide que forma parte del cinturón de asteroides y fue descubierto el 27 de octubre de 1987 por Tsutomu Seki desde el Observatorio de Geisei, Japón.

## Designación y nombre
Saheki se designó al principio como 1987 UM1.
Más tarde, en 1991, fue nombrado en honor del astrónomo japonés Tsuneo Saheki (1916-1996).

## Características orbitales
Saheki está situado a una distancia media del Sol de 2,252 ua, pudiendo acercarse hasta 2,023 ua y alejarse hasta 2,48 ua. Tiene una inclinación orbital de 2,633 grados y una excentricidad de 0,1014. Emplea 1234 días en completar una órbita alrededor del Sol.

## Características físicas
La magnitud absoluta de Saheki es 12,9 y el periodo de rotación de 4,969 horas.